# Миура (уезд)
Миура (яп. 三浦郡 Миура-гун) уезд расположен в префектуре Канагава, Япония.

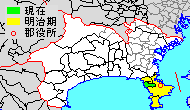
Расположение уезда Миура в префектуре Канагава. Жёлтым цветом в период Мейдзи, зелёным в настоящее время.
1 — Хаяма

По оценкам на 1 апреля 2017 года, население составляет 31,984 человек, площадь 17.04 км², плотность 1,880 человек / км².

## Посёлки и сёла
- Хаяма